# 井研县
井研县是中华人民共和国四川省乐山市下属的一个县，位于乐山以东37公里、成都市以南142公里处。面积841平方公里，人口42万人。邮政编码为613100。

## 历史
井研县处于一个大盐矿上方，在汉朝的时候这里就已经有人开矿取卤。北魏时它被称为蒲亭县，从591年开始被称为井研县。
1950年起，属乐山专区，后属乐山地区。

## 地理
井研县为丘陵地带，处于岷江、沱江流域分水岭，境内无大河，岷江支流茫溪河是流经境内的主要河流。井研县规划建设岷茫水系工程，将岷江干流引至茫溪河，并建设配套水库、渠系工程。 

## 行政区划
井研县下辖1个街道办事处、14个镇：
研城街道、马踏镇、竹园镇、研经镇、周坡镇、千佛镇、王村镇、三江镇、东林镇、集益镇、纯复镇、宝五镇、镇阳镇、高凤镇和门坎镇。

## 交通
- 213国道过境。

## 经济
井研县是一个农业县，主要经济支持是劳务输出和农业。

## 资源
井研县位于威西盐矿上方，因此具有巨大的盐矿资源，同时盐矿中也含有天然气可以开采。